# جینجر بیکر
جینجر بِیکر (انگلیسی: Ginger Baker؛ زادهٔ ۱۹ اوت ۱۹۳۹ - ۶ اکتبر ۲۰۱۹) نوازندهٔ درام و موسیقی‌دان اهل انگلستان بود. وی از بنیانگذاران گروه راک کرییم بود.
سبک بیکر در نواختن درام بسیاری را تحت تأثیر قرار داده‌است، از جمله: جان بونام، پیتر کریس، نیل پیرت، استوارت کاپلند، ایان پیس، Terry Bozzio, دیو لومباردو، تامی آلدریج، بیل بروفورد، Alex Van Halen, Danny Seraphine و نیک میسن..او در سال ۱۹۶۸ تا چند قدمی در امر شدن در گروه لد زپلین پیش رفت و او اصلی ترین گزینه برای این کار بود.اما در نهایت جان بونام به جای او انتخاب شد.خیلی ها او را همراه با جان بونام به عنوان بهترین درامر تاریخ راک می شناسند.
وی از بیماری مزمن انسدادی ریه رنج می‌برد. زندگی‌نامه بیکر در سال ۲۰۰۹ منتشر شد.

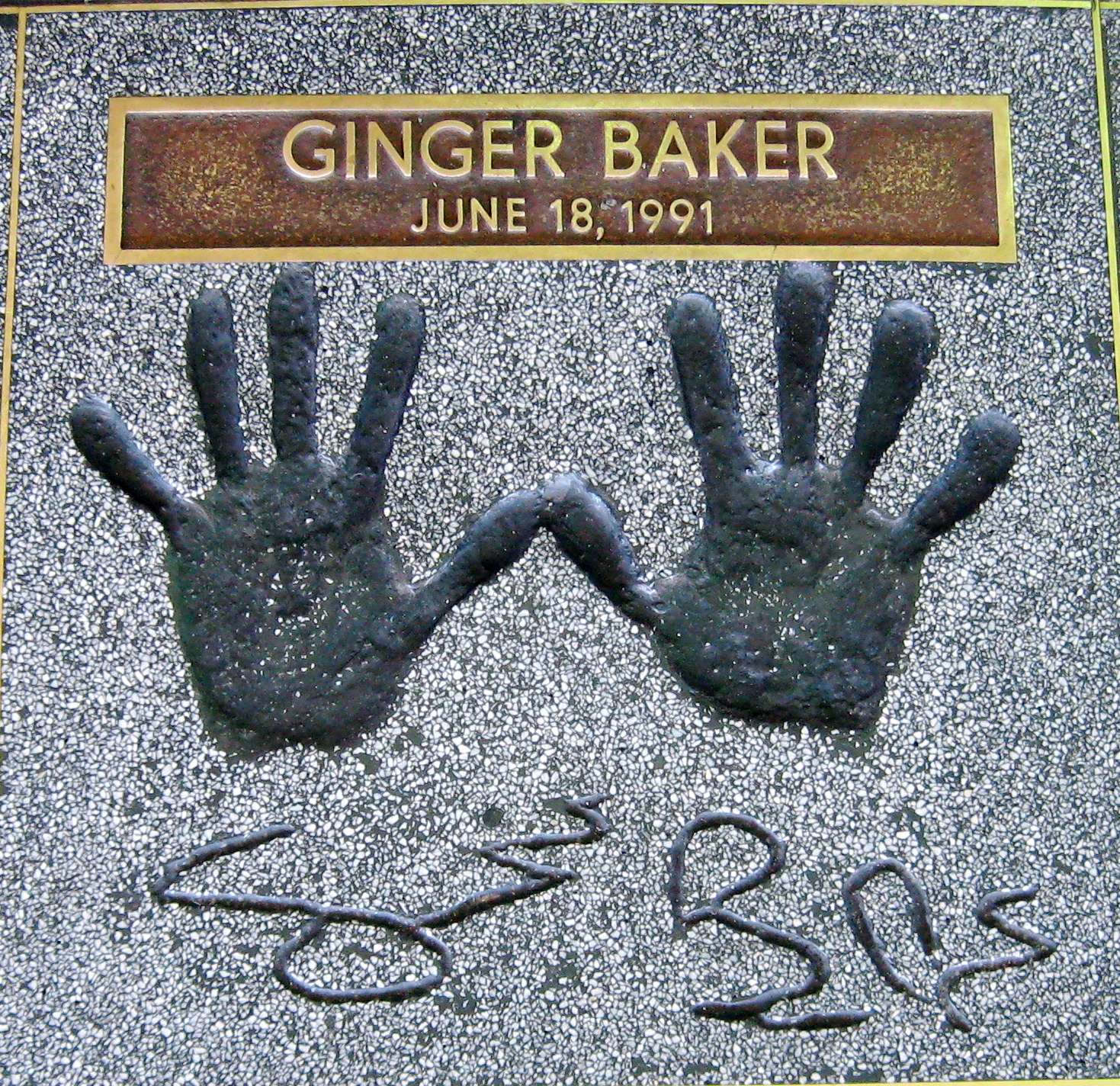
نقشِ دستان جینجر بیکر بر روی پیاده‌رو شهرت هالیوود نقش بسته‌است.